# تاكاهيرو تاميورا
تاكاهيرو تاميورا (باليابانية: 田村高廣) هو ممثل ياباني، ولد في 31 أغسطس 1928 بكيوتو في اليابان، وتوفي في 16 مايو 2006 في اليابان.

## أعمال

### أفلام
- (1970) تورا! تورا! تورا!

## وصلات خارجية
- تاكاهيرو تاميورا على موقع IMDb (الإنجليزية)
- تاكاهيرو تاميورا على موقع ألو سيني (الفرنسية)
- تاكاهيرو تاميورا على موقع أول موفي (الإنجليزية)
- تاكاهيرو تاميورا على موقع قاعدة بيانات الأفلام السويدية (السويدية)
- تاكاهيرو تاميورا على موقع قاعدة بيانات الفيلم (الإنجليزية)
- تاكاهيرو تاميورا على موقع كينوبويسك (الروسية)